# 货币主义

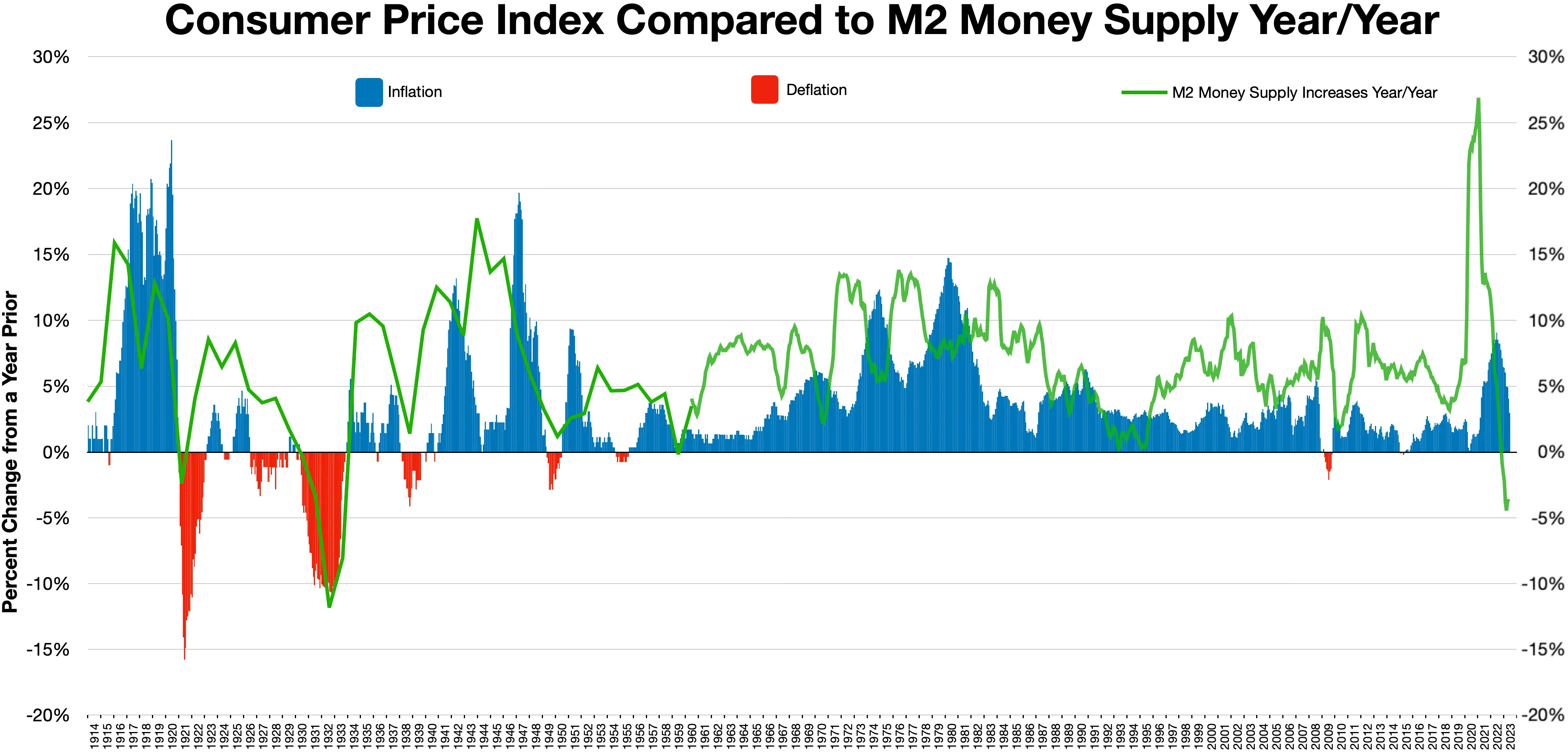
通货膨胀
通货紧缩
货币供给量 M2 年度增长率

货币主义（英語：Monetarism），又称重货币学派、货币学派，是货币经济学中的一个学派，强调政策制定者在控制货币供给量（即流通中的货币数量）中的作用。货币主义在1970年代开始受到重视，但随着各国中央银行自1990年代转向以通货膨胀目标制（inflation targeting）为主要货币政策工具，货币主义作为直接政策指导思想逐渐淡出主流。
货币主义理论认为，货币供给的变动对国家的产出与价格水平有重大影响：短期内影响总产出，长期内主要影响物价水平。货币主义者主张，货币政策的目标应聚焦于控制货币供给量的增长率，而非采取酌情性货币政策。货币主义思想常被认为与新自由主义（neoliberalism）相关联。
货币主义主要与米尔顿·弗里德曼（Milton Friedman）的研究密切相关，他是著名的凯恩斯主义批评者，反对以财政政策（例如政府支出）来应对经济衰退。弗里德曼与安娜·施瓦茨（Anna Schwartz）合著的《美国货币史 1867-1960》是极具影响力的著作，书中提出“通货膨胀始终是一种货币现象”这一著名观点。
尽管弗里德曼个人反对美联储（Federal Reserve System）的存在，但在现实条件下，他主张中央银行应致力于使货币供应量的增长与生产率及商品需求的增长相匹配。然而，实行货币供应量增长目标的央行最终大多放弃了这一做法，因为现实中货币增长与通货膨胀之间的关系并不总是紧密对应。自1990年代初起，多数主要央行转向直接的通胀目标制，主要货币政策工具转变为调整短期利率。
近年来，货币主义的一些观点被吸收进新古典宏观经济学综合（new neoclassical synthesis），成为当代宏观经济学体系的一部分。

## 概述
货币主义是一种关注货币供给与中央银行对宏观经济影响的经济理论。由米尔顿·弗里德曼（Milton Friedman）提出，货币主义认为，货币供给的过度扩张本质上具有通货膨胀性，因此货币当局应当专注于维持价格稳定。
货币主义理论源自已有数百年历史的货币数量论，此前由多位经济学家提出过，包括欧文·费雪（Irving Fisher）和阿尔弗雷德·马歇尔（Alfred Marshall）。弗里德曼于1956年重新阐述了该理论。

### 美国的货币史

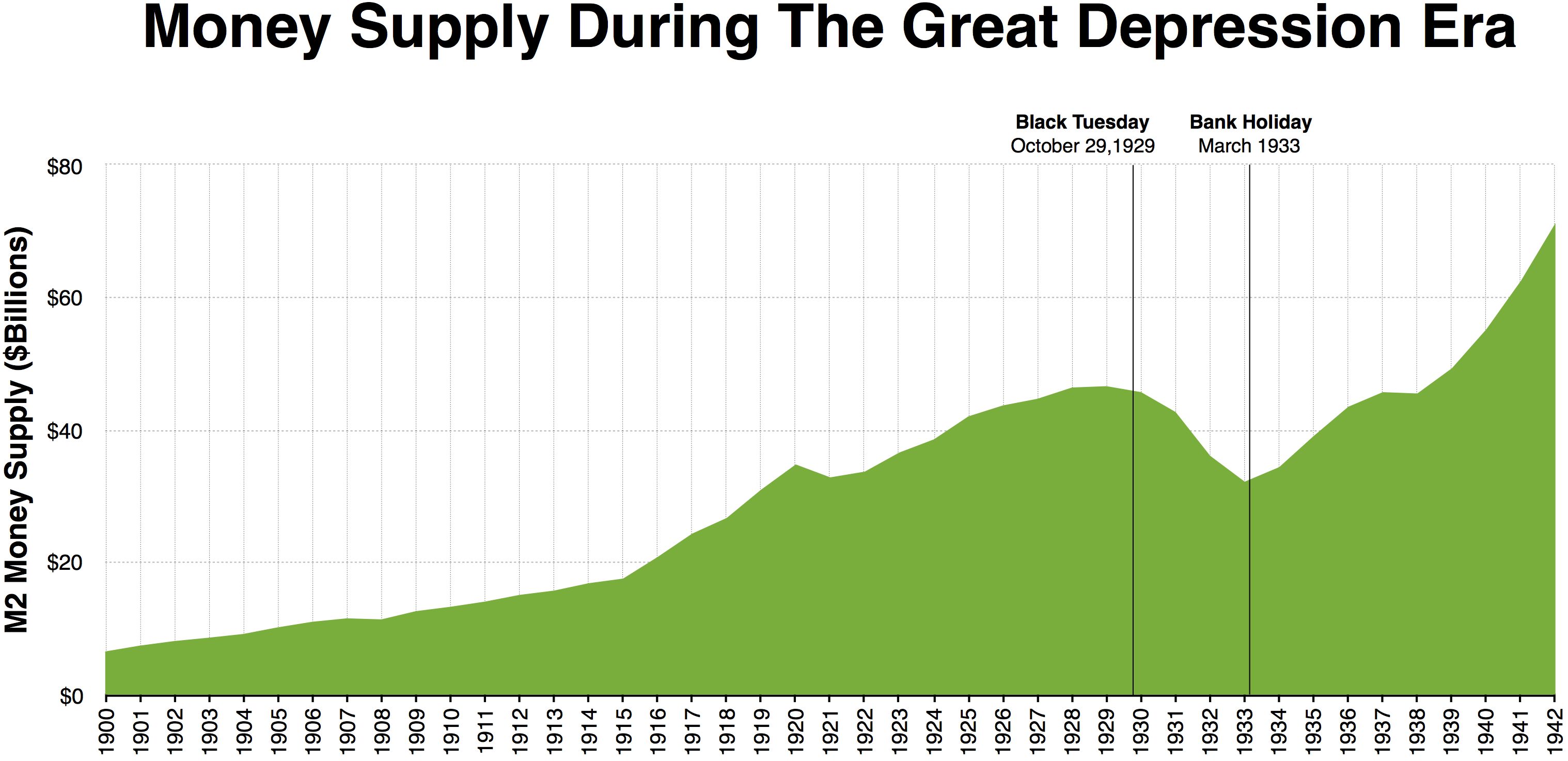
黑色星期二至1933年3月《紧急银行法》颁布期间，美国货币供给量大幅下降，期间发生了大规模银行挤兑。

货币主义者认为，中央银行有时会导致货币供给出现重大意外波动。弗里德曼主张，积极通过货币政策试图稳定需求，可能会产生负面的意外后果。
他这一观点部分基于他与安娜·施瓦茨（Anna Schwartz）于1963年合著的《美国货币史》（A Monetary History of the United States, 1867–1960）的历史分析。书中认为，通货膨胀主要由于中央银行导致货币供给过度扩张；反之，在流动性紧缩时，中央银行若未能维持货币供给，容易引发通货紧缩螺旋。
两位作者特别指出，1930年代的大萧条（Great Depression）乃因货币供给大幅紧缩所致（他们称之为“大收缩”），而非如凯恩斯所言，由投资不足所引发。他们亦指出，战后通货膨胀则源于货币供给的过度扩张，并提出货币主义著名主张：“通货膨胀始终且无处不是一种货币现象。”

### 固定货币规则
弗里德曼提出了一项固定的“货币规则”，即弗里德曼k百分比规则（Friedman's k-percent rule），主张货币供给应每年以固定比例自动增长。该增长率应等于实际国内生产总值（GDP）的增长率，从而维持价格水平稳定。例如，若预期某年经济增长率为2%，则联邦储备系统应允许货币供给相应增长2%。由于自由裁量政策（discretionary monetary policy）同样可能引发经济不稳定，弗里德曼主张美联储在制定政策时应遵循固定规则。

### 反对金本位制
大多数货币主义者反对金本位制。弗里德曼认为，纯粹的金本位制在现实中并不可行。例如，尽管金本位制的优势之一是通过黄金供给的自然限制防止通货膨胀，然而若人口增长或贸易增长快于货币供给，便难以应对通货紧缩及流动性不足（以及由此引发的衰退），除非进一步开采黄金。但他亦承认，若政府愿意放弃对货币政策的控制并不过度干预经济活动，基于黄金的经济体系仍是可能的。

## 兴起
克拉克·沃伯顿（Clark Warburton）在1945年起发表的一系列论文中，首次通过实证研究为货币主义解读经济波动提供了坚实依据。493在主流经济学领域，货币主义的兴起始于米尔顿·弗里德曼1956年对货币数量论的重新表述。弗里德曼主张，货币需求可由少数几个经济变量来描述。
据弗里德曼解释，当货币供给增加时，人们不会仅仅将新增货币持有为闲置余额；换言之，若此前处于均衡状态，个人的货币持有量已满足需求，新增货币便成为超额余额，最终会被花出，从而推动总需求上升。反之，若货币供给减少，人们会通过削减支出来补充货币余额。借此，弗里德曼挑战了通常归因于凯恩斯的“货币无关紧要”论断。“货币主义”一词亦由此产生。
货币主义在政治圈中流行开来，部分原因在于当时盛行的新凯恩斯主义经济学难以解释1971年尼克松冲击及1973年石油危机后失业率上升与通货膨胀并存的矛盾现象。一方面，失业上升似需再通胀政策，另一方面，通胀高企又要求通缩应对。这种困境使战后共识遭遇挑战，亦促使新自由主义政治势力兴起。

### 美国与英国的货币主义
1979年，美国总统吉米·卡特任命保罗·沃尔克（Paul Volcker）出任美联储主席，后者将遏制通胀作为首要任务，依据弗里德曼规则限制货币供给以遏制通胀。结果，美国乃至全球利率大幅上升。这一“沃尔克冲击”自1979年持续至1982年夏，通胀率下降，但失业率上升。
同年5月，英国保守党领袖玛格丽特·撒切尔（Margaret Thatcher）在1979年英国大选中胜选，击败当时的工党政府。彼时，英国已多年遭遇严重通货膨胀，通胀率长期高于10%，大选时为10.3%。撒切尔政府以货币主义政策对抗通胀，至1983年通胀率降至4.6%。但同期英国失业率由1979年的5.7%升至1983年的12.2%，1982年达13.0%；1980年第一季度起，英国实际GDP连续六个季度萎缩。

## 衰退
货币主义的盛行时间相对较短。主要央行依据货币主义理论、以货币供给增长为政策目标的时期，仅持续了几年，美国自1979年至1982年。
货币供给作为政策目标前提是货币与名义GDP之间，以及货币与通胀之间存在稳定且可预测的关系，这要求货币流通速度（velocity of money）应当可预测。20世纪70年代，货币流通速度曾呈现较稳定增长趋势，但至80与90年代则波动剧烈，经历多次不可预测的上升与下降阶段，导致货币供给与名义GDP之间的稳定关系瓦解，货币主义方法的有效性因此受到质疑。许多原本在70年代受货币主义影响的经济学家，在经历此阶段后放弃了该方法。
货币流通速度的变化源于货币需求变动，亦为中央银行带来严重挑战，促使货币政策理念经历深刻调整。1990年代初，主要央行开始将短期利率作为政策核心工具，直接以通胀目标为导向，放弃以货币供给增长为主的策略。此策略被证明相当成功，迄今多国央行采用灵活的通胀目标制。

## 货币需求稳定性的测量问题
尽管货币主义在政策界的影响自80年代起有所减弱，后续研究表明，货币需求函数的“表面不稳定性”更多源于测量问题，而非货币与收入关系的实质性断裂。巴尼特（William A. Barnett）等学者指出，传统“简单加总货币指标”（simple-sum aggregates）未考虑不同货币成分的流动性特征，存在重大测量误差，掩盖了潜在稳定的关系。
采用理论更为扎实的迪维西亚货币指标（Divisia monetary aggregates），按“货币服务”或流动性权重加权，可发现货币需求关系更加稳定。例如，贝隆吉亚（Michael T. Belongia）与爱尔兰（Peter N. Ireland）表明，使用迪维西亚指标的货币需求方程，即便在金融创新与政策转型期间，依旧表现出较强的稳定性。
这一发现对货币政策框架意义重大。传统简单加总货币需求关系的失稳，正是央行放弃货币供给目标、转而依赖利率规则的重要原因。然而，基于迪维西亚指标的研究显示，若测量得当，货币仍可作为有用的政策指标或中介目标。
不同时间与国家的研究亦证实了迪维西亚货币需求方程的稳定性。例如，亨德里克森（Joshua R. Hendrickson）发现，将美国货币需求由简单加总改用迪维西亚指标后，可有效解决原有的不稳定性；其他经济体亦有类似结果。陈正阳（Zhengyang Chen）与巴尔卡塞尔（Victor J. Valcarcel）进一步指出，若货币数量及其持有成本测量得当，货币需求长期具备稳定协整关系。
这些研究提示，历史上央行对货币指标的淡化，或因测量缺陷而非货币与经济活动关系的实质崩溃。尽管目前大多数央行仍将利率作为政策核心，若能改善货币指标的测量，货币总量仍可能在政策框架中发挥更大作用。

## 遗产
尽管货币主义在实际政策中未能取得成功，其核心观点——对货币供给增长的高度关注——现今已被大多数学者所摒弃，但货币主义的部分理念已融入当代主流经济学思维。
其中，控制通货膨胀应为中央银行首要职责之一，已成为普遍共识。现代经济学界亦普遍认可，货币政策与财政政策均可在短期内影响产出。由此，货币主义的重要思想已被整合进21世纪兴起的“新新古典综合”（new neoclassical synthesis）或宏观经济学共识。

## 代表人物
- 卡尔·布伦纳（Karl Brunner）[63]
- 菲利普·卡根（Phillip D. Cagan）[64]
- 蒂姆·康登（Tim Congdon）[65]
- 米尔顿·弗里德曼（Milton Friedman）[66]
- 艾伦·格林斯潘（Alan Greenspan）[67]
- 史蒂夫·汉克（Steve Hanke）[68]
- 大卫·莱德勒（David Laidler）[69]
- 艾伦·H·梅尔策（Allan H. Meltzer）[70]
- 安娜·施瓦茨（Anna Schwartz）[71]
- 玛格丽特·撒切尔（Margaret Thatcher）[41]
- 保罗·沃尔克（Paul Volcker）[37]
- 克拉克·沃伯顿（Clark Warburton）[72]

## 延伸阅读
- Andersen, Leonall C., and Jerry L. Jordan, 1968. "Monetary and Fiscal Actions: A Test of Their Relative Importance in Economic Stabilisation", Federal Reserve Bank of St. Louis Review (November), pp. 11–24. PDF
- _____, 1969. "Monetary and Fiscal Actions: A Test of Their Relative Importance in Economic Stabilisation — Reply", Federal Reserve Bank of St. Louis Review (April), pp. 12–16. PDF
- Brunner, Karl, and Allan H. Meltzer, 1993. Money and the Economy: Issues in Monetary Analysis, Cambridge.
- Cagan, Phillip, 1965. Determinants and Effects of Changes in the Stock of Money, 1875–1960. NBER.
- Friedman, Milton, ed. 1956. Studies in the Quantity Theory of Money, Chicago.
- _____, 1960. A Program for Monetary Stability. Fordham University Press.
- _____, 1968. "The Role of Monetary Policy", American Economic Review, 58(1), pp. 1–17.
- _____, [1969] 2005. The Optimum Quantity of Money.
- Friedman, Milton, and David Meiselman, 1963. "The Relative Stability of Monetary Velocity and the Investment Multiplier in the United States, 1897–1958", in Stabilization Policies.
- Friedman, Milton, and Anna Jacobson Schwartz, 1963a. "Money and Business Cycles", Review of Economics and Statistics, 45(1), pp. 32–64.
- _____, 1963b. A Monetary History of the United States, 1867–1960. Princeton.
- 哈里·戈登·约翰逊（Harry G. Johnson）, 1971. "The Keynesian Revolutions and the Monetarist Counter-Revolution", American Economic Review, 61(2), pp. 1–14.
- Laidler, David E.W., 1993. The Demand for Money: Theories, Evidence, and Problems, 4th ed.
- 安娜·施瓦茨，1987. Money in Historical Perspective，芝加哥大学出版社。
- Warburton, Clark, 1966. Depression, Inflation, and Monetary Policy; Selected Papers, 1945–1953，约翰·霍普金斯大学出版社。